# Steve Perry
Pour les articles homonymes, voir Steve Perry (écrivain) et Perry.
Steve Perry, né Stephen Ray Pereira le 22 janvier 1949 à Hanford (Californie, États-Unis) dans une famille d’origine portugaise, est un auteur, compositeur et interprète américain, principalement connu pour avoir été le chanteur du groupe de rock Journey, de 1977 à 1996.

## Biographie
Très tôt, il développe un intérêt pour la musique qu’il découvrira au collège en tenant les percussions d’un "marching band" (fanfare américaine), puis en rentrant dans le chœur du collège, à Visalia (Californie).
Il entame une carrière musicale vers l’âge de 25 ans. Après avoir joué dans le groupe Alien project, il décide de se lancer en solo sans réellement trouver le succès.
Walter Herbert, le manager du groupe Journey, après avoir entendu une démo d’Alien Project, est séduit par la voix du jeune homme, qu’il trouve supérieure à celle du chanteur à cette époque, Robert Fleischman. Herbert convoque le jeune homme à San Francisco, mais l’audition ne peut se faire.
L'occasion se représente plus tard, en l'absence de Robert Fleischman, lors d'un test de son en préparation d'un concert à San Diego, Californie. Ce soir-là, la prestation vocale de Steve enchanta les autres membres du groupe.
De 1977 à 1996, Steve Perry fut le chanteur de Journey sur plusieurs albums : Infinity (1978), Evolution (1979), Departure (1980), Dream After Dream (1980, bande originale d'un film japonais), Escape (1981), Frontiers (1983), Raised on Radio (1986) et Trial By Fire (1996), ainsi que deux albums solo Street talk (1984) et For the love of strange medicine (1994).
En 1985, il participe à l’album We Are The World de USA for Africa (United Support of Artists for Africa, Aide Unie des Artistes pour l'Afrique), un groupe de 44 artistes américains, dirigé par Harry Belafonte, Kenny Rogers, Michael Jackson et Lionel Richie. Le 28 janvier 1985, au A&M Recording Studios de Hollywood (Californie), ils enregistrent la chanson We Are The World. Plus de 7,5 millions de disques furent vendus et le titre reçut le Grammy Award de la chanson de l'année. We Are The World reste le disque à caractère humanitaire le plus vendu de tous les temps. La chanson de Steve, If Only for the Moment, Girl, apparaît sur l’album.
En 1996, Steve quitte Journey, étant incapable de faire la tournée pour des raisons de santé. Les fans ont sollicité son retour au sein du groupe, mais cette demande a été déclinée par le chanteur...
En 1998, il apparaît pour deux chansons dans la B.O. du film Quest of Camelot aux côtés de Bryan White.
Depuis, Steve Perry apparaît sur des productions d’albums ou signe la composition d'hymnes à l'occasion de cérémonies d’ouverture de la ligue américaine de base-ball notamment.
Malgré une carrière en pointillés, Steve Perry demeure l’une des voix de référence de la musique west coast des années 1980-1990 avec des tubes comme Don't stop believing, Foolish Heart et Oh Sherrie. Il a été surnommé The Voice (La Voix), un surnom qu’il partage encore de nos jours dans le monde entier avec Frank Sinatra, Garth Brooks, Jackson Browne, Whitney Houston, Tom Jones et Russell Watson.